# Slepé skvrny
Slepé skvrny: O chudobě, vzdělávání, populismu a dalších výzvách české společnosti je kniha českého sociologa Daniela Prokopa. Jedná se o sbírku krátkých textů, které sociologickým pohledem nahlíží na výzvy české společnosti a často skloňovaná témata v českém mediálním prostoru.
Texty (které původně vycházely v rámci cyklu “Úvod do praktické sociologie” v Salonu Práva) se dotýkají témat chudoby, školství a radikalismu, populismu a demokracie, daňového systému, role mýtů a metafor ve veřejném prostoru, voleb a průzkumů veřejného mínění. Prokop se snaží do diskuze o probíraných tématech přinést relevantní data. Také na nich vysvětluje některé sociologické jevy.
Knihu tak lze číst z několika úhlů – jednak jako snahu osvětlit “slepé skvrny” české veřejné diskuze (tj. témata, která jsou sice často probíraná, ale bez skutečného vhledu do nich), jako sérii reflexí, které ukazují, jak sociologie vnímá svět, nebo jako praktickou příručku k výzvám české společnosti.

## Obsah

### Chudoba
V úvodním textu této kapitoly, Nová třídní struktura české společnosti, Prokop pojednává o různých typech kapitálu a rozvrstvení české společnosti. V dělení kapitálu se inspiruje Pierrem Bourdierem, francouzským sociologem, jenž přišel s teorií tří typů kapitálu: ekonomickým, sociálním a kulturním. Na základě toho pak Prokop dělí společnost pomocí více faktorů než jen ekonomického statusu. S tímto dělením jako první přišel britský sociolog Mike Savage. Prokop se spolu s dalšími českými sociology pro Český rozhlas pokusil poučit se z nedostatků Savageovy studie a aplikoval ji na českou společnost. Třídy jsou jmenovitě: tradiční pracující třída, ohrožená třída, strádající třída, nižší střední třída, třída místních vazeb, zajištěná střední třída, nastupující kosmopolitní třída. Každá z těchto tříd má svá specifika a jdou napříč jimi sledovat různé trendy např. v politických názorech, důvěře v globalizaci atp.
V textu Rizika popírání chudoby Prokop popisuje, jak jsou zdánlivě dobře vypadající statistiky chudoby v České republice zavádějící. Dle něj nejvíce politiky používaná, ale zároveň nic nevypovídající statistika je relativní příjmová chudoba. Tato statistika se vypočítává z mediánového platu každé země, takže ačkoliv má Česká republika relativní příjmovou chudobu na úrovni jen 9 %, tak paradoxně v Německu, kde tato hodnota atakuje 20 %, je chudý Němec příjmově přibližně na úrovni průměrného Čecha. Poukazuje též na alarmující tempo inflace, především potravin.
V Porouchaný výtah pro chudé Prokop komentuje princip, kdy bohatnutí bohatých zlepšuje ekonomickou situaci chudých. Na tento princip psal obhajobu sociolog Hans Rosling a později také Steven Pinker. Dle jejich názoru jsou trendy světového dění příznivé. Prokop však argumentuje, že jsou jejich tvrzení často přespříliš optimistická. Přehlíží například růst oxidu uhličitého nebo mizení tropických pralesů. Také vypichují procentuální pokles v poměru populace, která nemá přístup k elektřině, avšak míjí fakt, že kvůli nárůstu celkové populace je bez elektřiny zhruba stále stejný počet lidí. Dále pak Prokop porovnává nerovnosti mezi nejbohatším procentem populace s lidmi žijícími v extrémní chudobě. Také se zabývá vztahem mezi liberálností země a možností vymanit se ze sociální vrstvy, do které se člověk narodí – tzv. sociální mobilita . Překvapivě dochází Prokop k závěru, že v zemích jako USA či Velká Británie, které jsou obecně považovány za nejliberálnější, jde o mnohem vzácnější jev, než ve Skandinávských zemích a to zejména kvůli enormním rozdílům v nákladech na studium.
V textu České exekuce: Stín porevolučního svědomí Prokop popisuje predátorské taktiky některých věřitelů, které byly nejvíce patrné v době krize kolem roku 2010. Tyto taktiky z českého prostředí z velké části zmizely, a to díky zákonu o spotřebitelských úvěrech, který úvěry značně reguluje a dává soudům pravomoc označit půjčku za nemravnou a v krajním případě trestat poskytovatele za lichvu. Dále pojednává o tom, jaké jsou nejčastější důvody upadnutí Čechů do exekucí a, pokud se tak stane, jaká východiska pro takového člověka existují. Jako zásadní považuje problém, že většině lidí v exekuci se nevyplatí pracovat (myšleno na plný úvazek a legálně), kvůli zastropovaným ziskům. Často tak většina lidí v exekuci chodí spíše na brigády, nechává si vyplácet část své mzdy “na ruku” nebo se přesunula do šedé ekonomiky. Tím stát tratí miliardy korun na odvodech a daních. Tratí také féroví zaměstnavatelé, kteří nechtějí a nemohou podvádět. Prokop jako řešení problému exekucí doporučuje upravit podmínky oddlužení, neboť tvrdí, že podle nynějšího nastavení mají insolvenční správci malou motivaci dopodrobna zkoumat případy; exekutoři jsou příliš kompetitivní, z čehož vyplývá větší agrese vůči věřitelům; a mnozí lidé na možnost oddlužení nedosáhnou.
Text Sociální bydlení dlužíme dětem pojednává o tom, že i když není Česko chudou zemí, patří mezi země, ve kterých se chudoba nejvíce přenáší do života dětí. Dle Prokopa má tento problém jasné řešení – reformu zákona o sociálním bydlení. Bylo prokázáno, že největší problémy ve školách i dětských kolektivech mají děti, jejichž bydlení je neuspokojivé (kupř. přespřílišným hlukem, absencí soukromí či častým stěhováním). S těmito problémy se většinou potýkají matky samoživitelky či sociálně slabší rodiny, jejichž platy nestačí na splácení nájmů. Podle zákona o sociálním bydlení by mělo být lidem v nouzi nabídnut byt do doby, než se postaví na vlastní nohy. Stát by musel skoupit řadu bytů, což by bylo nákladné, avšak Prokop zde argumentuje, že v porovnání s měsíčními náklady na umístění rodiny do azylového domu je toto ekonomicky výhodnější možnost.
V Proč berou ženy méně než muži se Prokop zabývá rozdíly v platech mezi muži a ženami v České republice. Část rozdílu v platech vysvětluje odlišnými kvalitami vzdělání, praxe, oborem práce, odpracovanými hodinami či typem úvazku. Jako zásadnější však považuje určitou nejistotu v zaměstnání žen kvůli možnosti mateřské dovolené. Ženy, které odejdou na mateřskou, tak často mají méně let praxe oproti mužům a na trh se po mateřské vrací s jistou nevýhodou. Ženy však po porodu zůstávají často v domovech déle, a to kvůli vytíženosti a přeplněnosti veřejných mateřských škol (především ve větších městech). Zapsání dítěte do soukromé školky je často ekonomicky nevýhodné a lepší variantou je pro matky zůstat v domovech do té doby, než dítě půjde do základní školy. Podle Prokopa by se měla zvýšit finanční podpora matek a dětí v předškolním věku, aby matky mohly lépe kombinovat svůj pracovní život s tím rodinným a nebyly tak na trhu práce diskriminovány.

### Školství
V prvním textu kapitoly školství, Vzděláváním k nerovnostem a neporozumění se Prokop zabývá nerovnostmi ve školství a neporozumění tématu školství. Jako první příklad nerovnosti zmiňuje nerovnosti mezi regiony. Jako problém s řešením této situace vidí malou motivaci u učitelů vyučovat v zaostalých krajích. Dalším zmíněným problémem je podfinancovanost. “Do vzdělání dáváme ročně zhruba o padesát miliard méně než je v zemi s naší velikostí ekonomiky běžné”. Prokop pak dodává, že průměrná úroveň našeho školství je na tuto částku přijatelná, ale problém spočívá v tom, že na tento průměr řada studentů nedosáhne. V tomto textu se dále Prokop zabývá roztříštěností školství, způsobenou tím, že základní školy jsou v České republice zřizované obcemi. To způsobuje, že školy jsou často malé a zodpovídají se pouze vedení obce. Školám by pomohla spolupráce na úrovni regionů, která by jím umožnila sdílet zaměstnance služeb potřebných pro dobré fungování škol. Závěr textu je věnován odchodu chytřejších studentů na osmileté gymnázia, se kterým je spojován pokles kvality druhých stupňů základních škol. Jako řešení Prokop navrhuje pozdější selekci studentů – až po základní škole.
V textu Vzdělání na vedlejší kolej Prokop tvrdí, že náš školský systém způsobuje mezigenerační přenos chudoby. “To zda budete chudí či nezaměstnaní v Česku na vzdělání výrazně záleží.” Na dosažené vzdělání má však v Česku velký vliv vzdělání rodičů. To způsobuje, že děti chudších rodičů s horším vzděláním mají sami často horší vzdělání, kvůli kterému jsou pak chudší.
Prokop v tomto textu zmiňuje tezi Pierra Bourdieua o tom, že kromě ekonomického kapitálu lidé mají také kapitál sociální a kulturní (kterou vysvětluje v textu Nová třídní struktura české společnosti). České školství vede k dramatickému rozdělení lidí podle množství ekonomického a sociálního kapitálu (známosti). Vysokoškoláci mají zpravidla nadprůměrný sociální i ekonomický kapitál. Na druhou stranu většina lidí bez maturity má oba kapitály nízké. “Takřka polovina lidí v aktivním věku, kteří nedosáhli na maturitu, má v Česku nízký ekonomický i sociální kapitál. Nejenže patří do chudší půlky společnosti, ale navíc mají méně kontaktů, kterými si mohou různě vypomáhat a svou situaci vylepšovat.” Prokop dále dává do souvislosti nízký sociální kapitál s vyšší šancí na exekuci a odkazuje na výzkum agentury Median. “Již zmíněný výzkum Medianu pro A2larm ukázal, že neschopnost poradit se o smlouvě a získat pomoc souvisí se zasažením exekucemi možná silněji než sama finanční gramotnost.”
Jako další problém častý pro lidi bez maturity zmiňuje nedostatečné ovládání angličtiny a informačních technologií. Všechny tyto nedostatky podle Prokopa mají velký vliv na společenské postoje. Tito lidé jsou zpravidla skeptičtější ke globalizaci, porevolučnímu vývoji (vývoj v Československu a v České republice po Sametové revoluci) a méně jím záleží na demokracii v Česku. Tato skepse se pak odráží v jejich politických sympatií, která častěji směřuje ke stranám jako SPD a KSČM.
Prokop začíná text Odpor k inkluzi zaplatíme všichni poukázáním na segregaci Romů na školách v Česku a jejich vysoké zastoupení na “speciálních” školách. Prokop se taky zaměřuje na přecitlivělost rodičů vůči Romům, která způsobuje, že rodiče si vybírají školy, kde je minimální množství Romů a pomáhají utvářet segregaci. Dále pak dává do souvislosti vyšší nezaměstnanost mezi Romy s nižším vzděláním. “Zásadním faktorem pracovní aktivity tedy nebyla etnicita, ale vzdělání, které je mezi místními Romy velmi nízké.”. Podle Prokopa by se investice do většího zapojení Romů do běžné výuky vyplatila, protože by vedla ke snížení státních výdajů spojených s nezaměstnaností. Prokop také v tomto textu kritizuje volání po zrušení inkluze. “Děti (handicapované a znevýhodněné děti, které chodí do běžných škol) by na těchto školách zůstali, jen by přišli o podporu.” Na závěr Prokop zmiňuje dva problémy inkluze v Česku. Začleňování agresivních žáků a nárůst administrativy. Na to nabízí řešení. “Pokud by měli část rozpočtu na profese asistentů, speciálních pedagogů a psychologů, ušetřila by se spousta starostí.” To doplňuje potřebou zvýšit tento rozpočet ve srovnání se současnými výdaji na tyto profese.
Prokop se v textu O školách a dětech věnuje významu předškolní výchovy, která by podle něj měla být podporovaná pro děti od dvou let. Jako výhody podpory předškolní výchovy zmiňuje snížení chudoby samoživitelek a některých rodin, zvýšenou školní připravenost a mírně zvýšenou porodnost. Velký význam školní připravenosti Prokop dokládá i na základě Perry Preschool Project zkoumající efekt kvalitního předškolního vzdělání na život dětí. “Děti, které do školky chodily, si ve škole vedly výrazně lépe, byla u nich nižší nezaměstnanost, pobíraly méně sociálních dávek a méně zatížily veřejné rozpočty zdravotními problémy i kriminalitou.” Na závěr Prokop nabízí jako nejlepší řešení předškolní péče přesun garance na obce a městské části, které by si mohli vybrat, jak tuto péči zajistí (zřízení školky nebo či skupiny a nebo přispívání na existující předškolní péči).

### Menšiny a radikalismus
V textu Proč se bojíme cizinců Prokop poukazuje, že Češi jsou jedním z nejvíce uzavřených národů v Evropské unii. Jako možnou příčinu označuje kontaktní hypotézu – jelikož Češi nepřicházejí do styku s cizinci, mají o nich zkreslený dojem. České mediální prostředí podle Prokopa otevřenosti také neprospívá: jelikož kupř. selektivně zmiňují etnicitu pachatelů zločinů jen, pokud není česká, vnímají Češi cizince jako početnější, méně vzdělané a více zločinné, než jsou ve skutečnosti. Dále vypichuje dehumanizující jazyk, kterým se česká veřejnost často baví o cizincích, když označujeme lidi, kteří migrují do ČR, jako “rakovinu”, “invazi” či “hmyz”.
V textu Strach z fiktivních osmdesáti procent se Prokop zaměřuje na vliv průzkumů veřejného mínění na veřejné mínění samotné. To mohou dělat mj. skrze tzv. spirálu mlčení: převažuje-li ve společnosti (alespoň domněle) nějaký názor, nerozhodnutí se k němu spíše přiklání. Prokop tvrdí, že vlivem několika nesprávně provedených či nesprávně interpretovaných průzkumů vznikl narativ, že drtivá většina (přibližně osmdesát procent) české společnosti jednoznačně odmítá jakoukoliv migraci, což ovlivnilo značně proti-migrační přístup téměř celé české politické scény a rozdmýchalo konflikt mezi českými elitami a domněle xenofobním zbytkem společnosti. To se neshoduje s realitou – průzkumné otázky na téma migrace jsou velice citlivé na wording (přesné znění otázky, tj. jestli je použito slovo uprchlík či migrant apod.) a opatrněji provedené průzkumy tvrdí, že přibližně jen pětina české společnosti v době migrační krize naprosto odmítala přijímání uprchlíků. Prokop si dále všímá, že téma migrační krize začalo v českém mediálním prostředí žít svým vlastním životem – počet článků zůstal relativně vysoký i roky poté, co se samotný počet migrantů do Evropy snížil.
V textu S kým jsme (byli) ve válce se Prokop zamýšlí nad problematikou islamistického terorismu. Kritizuje narativ, že většina muslimů tento terorismus schvaluje: v západních zemích politické násilí muslimové neschvalují více, než majoritní populace; v muslimských zemí podpora radikálních hnutí dlouhodobě klesá; postoj vůči politickému násilí také u muslimů nekoreluje s tím, jak velkou důležitost přikládají své víře. Jelikož teroristické útoky z velké části páchají imigranti druhé či třetí generace, kteří k fundamentálnímu islámu přistoupili až v dospělosti, a muslimové, kteří se cítí kvůli svému vyznání diskriminováni, ztrácí důvěru v evropské instituce, mohl by široký boj proti Islámu (v kontrastu s cíleným řešení problému radikalizace v muslimských menšinách), po kterém v době psaní knihy volali někteří politici, problém islámského radikalismu ještě zhoršit a legitimizovat narativ teroristů, kteří tvrdí, že muslimové jsou Evropany utlačováni.
V textu O měření menšinám stejným metrem se Prokop vymezuje vůči pocitu, že Romové jsou v Česku zvýhodňování, který panuje mezi nemalou části populace. Ukazuje, že Romové jsou mimo jiné diskriminováni na trhu s bydlením – ve výzkumu CERGE-EI na životopisy obsahující romská příjmení odpovídalo výrazně méně potenciálních pronajímatelů, než na totožné životopisy s českým příjmením (zmiňuje zde také tzv. bělení životopisu (resumé whitening): praktiku, ve které ve svých životopisech Afroameričané zakrývají informace, které by odhalovaly jejich rasu, aby měli na trhu práce větší úspěch). Zmiňuje také výzkum agentury MEDIAN, ve kterém Češi za stejný prohřešek navrhovali Romům tvrdší tresty než bělochům.
Situaci romské menšiny v textu Stíny amerického vězeňství připodobňuje k problematice afroamerické menšiny v USA. Ačkoliv se jejich situace dlouhodobě zlepšuje, stále mají mnohem horší socioekonomické postavení než běloši. USA má jednu z největších vězeňských populací v rozvinutých zemích. To je podle Prokopa jednak drahé, ekonomicky škodlivé a morálně sporné (vězni jsou nuceni pracovat téměř bez platů a jsou do konce života zbavení volebního práva). Tato vysoká míra věznění nepoměrně postihuje Afroameričany, a to nejen kvůli faktu, že mají relativně vyšší kriminalitu. Afroameričané jsou častěji bezdůvodně prohledáváni policií, trestní sazby za drogy populárnější v afroamerických komunitách jsou několikanásobně vyšší (kupř. sazby za crack jsou několikanásobně vyšší než sazby za kokain, ačkoliv jsou látky chemický totožné) a americký systém kaucí a tzv. plea deals znevýhodňuje ekonomicky hůře postavené Afroameričany. USA se také potýká s dlouholetým odkazem systematického rasismu, který vytlačoval Afroameričany ze státních institucí.
Text Manželství a adopce pro všechny? je věnován problematice legalizace manželství stejnopohlavních párů a adopce dětí stejnopohlavními páry. Ani jedna z těchto věcí nebyla v České republice v době psaní knihy (ani k prosinci 2022) legální, ačkoliv jejich umožnění většina české společnosti podporovala (v roce 2019 byla 55–58 % Čechů pro manželství, pro adopci 50 %). Prokop kritizuje validitu politicky angažované vědy, jmenovitě studie Marka Regneruse a Paula Sullinske, kterými často argumentují odpůrci adopce. Tvrdí, že dětem primárně prospívá stabilní prostředí, ve kterém vyrůstají, ve kterém vyrůstají. Tvorba takového prostředí může podle Prokopa být oběma diskutovanými návrhy podpořena. Dále kritizuje tvrzení, že legalizace manželství pro všechny zvyšuje rozvodovost. Vypichuje, že manželství mění svůj účel – posouvá se průměrný věk při vstupu do manželství a méně se berou mladé páry, které společně vstupují do dospělého života.
“To, že instituce transformují svou podobu, je běžné. Musíme jen hlídat, aby se zcela nerozpadl jejich účel – [v případě manželství] posilování rodinné stability”

### Populismus a demokracie
Prokop se v textu Anatomie populismu věnuje převážně tzv. novému populismu. Hned na první straně pojmenovává hlavní problémy s ním spojené: “Nový populismus ohrožuje demokracii zejména zneviditelněním lobbismu a ovládnutím politiky oligarchiemi a korporátními zájmy.”
Prokop dává do kontrastu model, který fungoval v minulosti, u kterého je zřetelně vidět, které zájmové skupiny podporují jaké politické strany, s novým populismem, kterému chybí tato transparentní stránka: “Strategií nového populismu je však odlákat pozornost od finančních zájmů ke kulturním válkám a skandálům”. Jako příklad této strategie uvádí Donalda Trumpa. Trumpův kabinet je silně ovlivněn lobbismem, ale pozornost je více věnována jeho tweetům, kauzám a jeho rétorice.
Prokop vysvětluje vznik nového populismu jako reakci na konec takzvaných velkých vyprávěních a postindustrializaci. Dále zmiňuje tři typické apely nových populistů: narativ návratu, narativ týkající se místa a komunity a nová kulturní identita. Na závěr dává Prokop rady liberálním demokratům jak na nový populismus. Mezi tyto rady patří nepodceňovat populismus a snažit se pochopit jevy, které ho způsobují; zasazovat příběhy do pochopitelného kontextu; nastolovat reálná témata a připustit konfliktní liberální demokracii.

Prokop otevírá text Proti zrádcům příběhem vraždy německého politika Waltera Lübkeho kvůli jeho promigračním postojům. Dává ji jako příklad, kam až může zajít pravicově populistická rétorika zaměřená na “zrádce v našich řadách”. Jako další příklad této rétoriky Prokop uvádí nacistický propagandní mýt “bodnutí dýkou do zad”, který byl postupně použit proti Židům, socialistům a kulturním elitám. Prokop popisuje, jak se dá tento narativ zrady použít jako zbraň proti větší kompetenci soupeře. “V nastoleném příběhu zrady amerického středozápadu a “modrých límečků” neznamenala kompetence schopnost efektivně vládnout, ale efektivně krást, konspirovat a “bodnout dýku do zad”.
Prokop zmiňuje další důvod, proč populisté volí rétoriku zaměřenou proti “zrádcům”. Tím je udržování napětí při slábnutí vnějšího ohrožení. Přechod na rétoriku vnitřních nepřátel Prokop ukazuje na pražských proti-uprchlických demonstracích 6. února 2016, kde se vystupující věnovali více vnitřním nepřátelům než řešením migrace, problémům způsobených migrací a islámu.
Prokop začíná text Trumpovy revoluce tím, co pro americkou politiku znamenalo vítězství Trumpa v prezidentských volbách. “Revoluce Trumpovy doby spočívá ve vyhrocení toho nejhoršího, co Amerika doposud poznala: prorůstání korporátního lobby do politiky, nástup hysterického konspiračního konzervatismu a využití amerického volebního systému pro posílení dominance menšiny.” Těmto novinkám se však média moc nevěnují, protože se více zaměřují na snahu Rusů ovlivnit volby a Trumpovy tweety.
Jako jeden z příkladů problému prorůstání korporátního lobby do politiky Prokop uvádí post ministra ochrany životního prostředí. Na něm se vystřídalo několik zástupců průmyslu včetně Andrew Wheelera, lobbisty uhelných elektráren. Ministerstvo ochrany životního prostředí není zdaleka jediná část Trumpova kabinetu řízená lobbisty. V jeho kabinetu údajně pracuje 350 lobbistů. “Lobbisté samozřejmě do amerických vlád zasahovali i v minulosti, ale nikdy v takové míře přímo nevedli úřady a nerozhodovali pod politicky velmi slabým prezidentem o svých agendách.” V části věnované Trumpově volební revoluci se Prokop zabývá americkým volebním systémem a tím, jak výsledky tohoto volebního systému nemusí odpovídat volbě většiny. Například Trumpovi se díky tzv. electoral college podařilo vyhrát prezidentské volby, i když měl o tři miliony hlasů méně než Hillary Clinton. Poměr sil v americkém Senátu též nemusí odpovídat poměru názorů ve Spojených státech, protože je každý stát, nezávisle na počtu obyvatel, reprezentován dvěma senátory. Tato kombinace může vést k prosazení stranicky nakloněných soudců do amerického nejvyššího soudu, kteří pak mohou dělat rozhodnutí, které neodpovídají vůle většiny (např. zrušení rozsudku Roe v. Wade, který se v USA stal precedentem pro široké umožnění interrupcí, v roce 2022). V třetí části zabývající se Trumpovými revolucemi Prokop popisuje ústup klidného konzervatismu a vzestup "hysterického konspiračního pseudokonzervatismu".
Prokop v textu Lesk a bída referenda zmiňuje, že ačkoli nepovažuje referendum za nutně špatnou věc, vidí v něm řadu nedostatků: “Hlavní problém není v tom, zda jsou občané dostatečně chytří na to, aby o sobě mohli rozhodovat. Slabá místa referenda jsou jiná: nestálost hlasování, mechanismus vyvolání plebiscitu a nucení k černobílému rozhodnutí.”
Jako řešení Prokop nabízí vypisovat referenda s více než dvěma možnostmi a dobře zpracovaný zákon o obecném referendu. Zákon o obecném referendu má vyžadovat dostatečně vysoký počet signatářů (500 000 až 800 000 pro Českou republiku) pro vyvolání referenda a relativně vysoké kvórum na procento voličů hlasujících pro jednu z možností, aby se spustil následný legislativní procese.

### Zdroje a potřeba nové spravedlnosti
V textu Soumrak státu a daňové ráje Prokop poukazuje na problematiku daňových rájů. Zdůrazňuje, že ačkoliv se odhady, kolik Česká republika kvůli krácení daní ztrácí, pohybují kolem 15–50 miliard korun ročně, téma je podle Prokopa značně podreprezentované v médiích. Prokop argumentuje, že úniky na daních přesouvají bohatství z rozvojových zemí, škodí veřejným rozpočtům a erodují veřejnou důvěru ve společenskou smlouvu – pokud má člověk pocit, že bohatí lidé a velké firmy neplatí daně, je pro něj přijatelnější se daním také vyhýbat.
Několik reforem daňového systému, které byly v letech před vydání knihy diskutovány, rozebírá v textu Daňové návrhy a potřeba nové spravedlnosti. Diskutuje o progresivní dani z příjmu: ačkoliv taková daň by mj. mohla vyrovnat regresivity českého daňového systému, zlepšit souhrnný společenský užitek, zvýšit spotřebu, v rámci boje proti pracující chudobě snížit negativní externality, které z chudoby plynou a podle mnohých jsou morálně správné, je možné, že se v České republice díky nižším mzdám, rozšířenosti švarcsystému a následné disincentivizaci vyššího vzdělání (které se pojí s vyššími, a tedy více daněnými příjmy) nemusí taková daň vyplatit. Vypichuje několik možných alternativ, které by splnily účel progresivní daně z příjmů: převod části odvodů zdravotního pojištění do daní z příjmů, vyrovnání podmínek zaměstnanecké a jiné práce, eliminaci pastí neaktivity (kupř. slevy na nepracující manželku), nebo zvýšení daně z nemovitosti (která ČR k roku 2022 čítala přibližně 1 % celkového objemu daní, vysoce pod průměrem OECD – 6 %).
Slepé skvrny obsahují množství doporučení a návrhů pro zlepšení stavu české společnosti, které by však kolektivně znamenaly nezanedbatelné zvýšení výdajů státního rozpočtu. Na otázku, kde na tyto opatření sehnat peníze, Prokop odpovídá v textu Zdroje jsou. Je podle něj důležité si uvědomit, že ačkoliv neexistuje oběd zdarma, “ani absence oběda zdarma nemusí být zdarma” – konfrontujeme-li problémy generující negativní externality, může přímé řešení stát méně, než nepřímé řešení negativních důsledků. Kritizuje českou tendenci dotovat a podporovat část střední třídy, kupř. skrze podporu stavebního spoření, slevy na úrocích z hypotéky, podporu podniků atd., kvůli které byly české sociální výdaje (nepočítáme-li důchody) v době vydání knihy nejnižší v Evropské unii.

### Mýty a metafory
V Mýtu plačtivého národa se Prokop zaměřuje na to, jak se Češi sami vnímají — na údajnou českou národní povahu. Neodpovídá podle něj pravdě, že by si Češi příliš stěžovali na vlastní situaci – subjektivní hodnocení chudoby v Česku odpovídá objektivním ukazatelům. Tvrdí, že se obecně na svoji národní povahu Češi dívají kriticky (a to hlavně mezi vysoce vzdělanými vrstvami). Varuje, že nepříznivé autostereotypy (stereotypy o své vlastní skupině) mohou vést k tomu, že jsou pochopitelné postoje vycházející z odlišné životní zkušenosti odepisovány ignorovány jako “typické češství”.
V textu Metafora jako mor politiky Prokop varuje před vlivem metafor na veřejnou diskuzi. Na příkladu argumentu, který použil Donald Trump Jr. proti přijímání syrských uprchlíků (“Pokud bych měl misku skittles a řekl bych vám, že jenom tři z nich vás zabijí, nabrali byste si hrst?”) vysvětluje, jak metafory zkreslují diskuzi. Je jednoduché zkreslovat rozsah, předkládat falešná dilemata, volně porušovat logiku srovnání a dehumanizovat lidi, kterých se metafora týká. “Jak by Trumpova metafora zněla, kdybychom opravili lhaní v rozsahu, lhaní v logice srovnání i dehumanizaci? … “Představte si, že byste jeli pomoci tetičce na zahradu a někdo by vám řekl, že v trávě může být sklo, o něž si lze pořezat nohu. Jeli byste?”. Zkreslující metafory tak podle Prokopa navádějí k radikálním, černobílým řešením a ignorují komplikovanost problematiky.
Text Je snowboard levicový? reaguje na slavný žánr výroků bývalého prezidenta ČR Václava Klause, ve kterých označuje různé chování jako levicové či pravicové. Ačkoliv se tvrzení o levicových snowboardech, salátech a perlivých vodách neshodují s realitou, stále mohou ovlivňovat politický diskurz a rozdělovat společnost, a to zvláště, pokud si takový stereotyp určitá skupina vezme za své. Vyzdvihuje metaforu pražské kavárny. Jedna skupina se proti ni vymezuje, druhá ji s ironií přijímá. “[metafora pražské kavárny] jako erb v kulturní válce začala sloužit i [těm, na které útočila]. V kulturní válce kterou sami vyhlašujeme, když logiku erbů a kmenů přijmeme.”
Text Ježkům budoucnost nevěřte! se věnuje předpovědím expertů. Prokop vyzdvihuje výzkum Philipa Tetlocka, který ukazuje, že správnost těchto předpovědí záleží, spíše než na politickém přesvědčení expertů, na jejich přístupu ke svým názorům a teoriím. Tetlock staví na metafoře ježků a lišek, se kterou přišel Isaiah Berlin. Ježci se spíše hluboce zaměřují na jednu oblast a jsou věrnější své oblíbené teorii. V případě, že jejich předpovědi nevyjde, svůj světonázor spíše neopouštějí. Lišky se snaží neomezovat na jeden obor či teorii, v případě neúspěchu jejich předpovědi přezkoumávají své modely, předpoklady a odhady. Tetlockův výzkum shledává, že lišky bývají v krátkodobých i dlouhodobých predikcích přesnější, než ježci.

### Volby a výzkumy
V textu Jak se (ne)mýlí průzkumy Prokop popisuje, proč jsou předvolební výzkumy často vzdálené finálním výsledkům voleb. Svá odůvodnění podkládá svými více než desetiletými zkušenostmi s analýzou a prováděním volebních výzkumu. Nejprve zmiňuje fakt, že mnozí čeští voliči se rozhodují až v posledních dnech před volbami, a tedy výzkum měsíc před volbami může mít silně zkreslené výsledky. Důležitá je také metoda sběru — pouhé oslovování lidí na ulici nevede dle Prokopa k až tak přesným výsledkům, lepší je podle něj volání na náhodná telefonní čísla. Telefonicky totiž jde zastihnout i aktivnější lidi, přičemž při oslovování lidí na ulici či v domácnostech jde spíše o usedlé lidi a důchodce, což většinou vede k favorizování levicových stran v daném průzkumu. Dále také uvádí pouze zdánlivou reprezentativitu mnohých výzkumů, kde není mezi dotázanými dostatečně kopírována struktura populace, ač se tak může výzkum tvářit. Za důležitou také považuje kontrolu tazatelů, chytré zvážení toho, jak budou hlasovat lidé, co ve výzkumu odpověděli “nevím” či brání v potaz trend volebních výsledků v letech předcházejících letech.
V Proč selhaly výzkumy u Trumpa a Brexitu Prokop dopodrobna rozebírá důvody, kvůli kterým se výzkumy amerických prezidentských voleb 2016 a hlasování o odchodu Velké Británie z EU tak markantně lišily od reality. Výzkumy se zde dle Prokopa nevyvarovaly metodickým chybám, kterým šlo zabránit. U amerických voleb došlo k pochybení v tom, že výzkumy nevzaly v potaz Trumpovu schopnost aktivizovat pasivní vrstvy, které k volbám původně jít neplánovaly. Špatně také nakládaly s daty o nerozhodnutých voličích — výzkumy počítaly s tím, že se jejich hlasy rozdělí mezi Trumpa a Clintonovou ve stejném poměru jako zbytek hlasů. K tomu však nedošlo a z této skupiny voličů si 70 % vybralo Trumpa. U Brexitu způsobili nepřesnost takzvaní “shy voters”. Jde o tu část voličů, která se ve výzkumu stydí přiznat pro, koho by ráda volila — z velké většiny kvůli volbě kontroverznějších představitelů.
V textu Sny o záchraně demokracie volebním systémem Prokop vyhodnocuje český volební systém a porovnává jej s volebními systémy dalších zemí. Dle něj je český volební systém až přespříliš uzavřený, jinými slovy voliči nemají takový vliv na složení volených orgánů. Řešení nachází v jeho otevření pomocí dílčích úprav, kupř. změny tzv. křížkování. Pojednává také o většinovém volebním systému, jeho zdánlivých výhodách, ale i nevýhodách, které lze pozorovat na volebním systému Spojených států amerických či Velké Británie. Zmiňuje systém hlasování 2+1, který propaguje Karel Janeček, ve kterém si volič vybere 2 kandidáty, kterým dá pozitivní hlas, a pak dá 1 negativní hlas někomu, koho by ve volené pozici nechtěl. Pozitivně mluví i o australskému typu hlasování, ve kterém voliči řadí kandidáty dle obliby. Prokop však také vystihuje úskalí těchto dvou volebních systému. Hlavním je především to, že informovaný volič může mít větší hodnotu hlasu (u Janečkova systému kvůli sekundárním hlasům a u australského systému kvůli označování více oblíbených kandidátů než neinformovaný volič). Vyvstává zde pak otázka, zdali jsou tyto systémy diskriminační, nebo je posílení hlasů lidí, kteří jsou ve volbách angažovanější, čímž získají více informací, férové. Je také otázka, zdali by se nedalo takového systému zneužít. Prokopovi tak tyto systémy přijdou vhodnější pro lokální hlasování, zatím co na prezidentské (a jiné celostátní) volby by měly být použity současné systémy, které by však měly být inovovány a zlepšovány k dosažení co největší možné férovosti.

## Kniha z pohledu recenzí:
Kniha je dosti aktuální, jelikož řeší sociální problémy nynější doby, tudíž se stala předmětem i pár recenzí, které knihu vykreslují spíše v lepší stránce. Kniha dostala dobré recenze především proto, že ukazuje reálný život v Česku a věnuje se tématům, které jsou v každodenním životě poměrně důležitá. Navíc by mohla sloužit jako návod pro budoucí rozhodování a vládnutí politiků, kteří tyto problémy mohou zásadně ovlivnit.

### Hospodářské noviny (Petr Fischer):
V této recenzi se cení schopnost Daniela Prokopa jako třicátníka, prokouknout společenskou slepotu a ukázat české společnosti, jaká je realita.
Současný svět je tak roztříštěný a proměnlivý, až se nám někdy může jevit jako rozostřená šmouha. Nejsme schopni to zaostřit. A není to dáno jen dynamikou médií, která jsou dnes hlavním zdrojem našeho poznání, svou vinu na tom nese i to, že nejsme schopni kritického nadhledu. Postihl nás zvláštní druh slepoty. Obraz reality, který považujeme za skutečný, je spíš projekcí našich vnitřních přesvědčení a stereotypů než výrazem faktického stavu věcí.

### Aktuálně.cz (Jan Spousta):
Autor recenze navrhuje přejmenovat knihu na „Před čím zavíráme oči“, protože by to byl název trefnější. Za hlavního viníka slepých skvrn považuje právě média, která dokáží vyvolat poplach i zprávou, která se zcela neopírá o fakta, o čemž v knize informuje i Prokop. Najdeme tady ale i méně pozitivní hodnocení pro pár kapitol, které jsou obsahem a slabší a spíše poučná pro zájemce o dané téma.
Nejistot v sociální oblasti najdeme víc, než si uvědomuje i Daniel Prokop. Přesto napsal dobrou, užitečnou knihu. Zejména její úvodní tři kapitoly by měly být povinnou četbou novinářů i politiků: aby si uvědomili rozsah a dosah problémů, jako je exekuční dluhové otroctví, diskriminace menšin, nízká vzdělanostní mobilita nebo úpadek periferií.

### Reflex (Kateřina Kadlecová):
Zde se setkáváme s názorem, že Prokop ve své knize dokáže vyjádřit vlastní názor, ale zároveň se dokáže na daný problém podívat i z druhé strany. Oceňuje se i způsob, jakým Daniel Prokop dokáže převyprávět vědecké výzkumy a nazývá knihu „příručkou pro lepší Česko“.
Znalost rozdílu mezi exekucí a insolvencí nebo potucha o zlepšení systému oddlužení se bude hodit nejen při hospodské debatě. Alarmující statistiky a šokující, ale přiléhavá přirovnání – 80 % vězňů je zadluženo, školáci z Karlovarského a Ústeckého kraje „dosahují v testech PISA výsledků na úrovni Bulharska a Malajsie, v bohatších krajích jsme v evropském nadprůměru“ – nás možná přesvědčí o tom, že propříště je třeba zvolit zákonodárce podle jiných kritérií. Čteme-li totiž Slepé skvrny jako bilanci českých úspěchů posledních třiceti let, selhali jsme a nadále selháváme.

## Údaje o autorovi
Daniel Prokop (nar. 1984) je sociolog zaměřující se na politický a sociální výzkum. Je odborníkem na kvantitativní metody a zavedl řadu inovací v českých volebních výzkumech. Působí na Fakultě sociálních věd Univerzity Karlovy a vede vlastní výzkumnou společnost PAQ Research, která se věnuje projektům zejména z oblastí vzdělávání, sociálních problémů a sociální politiky. Za seriál analytických článků o české společnosti „Úvod do praktické sociologie“, zveřejňovaných v Salonu Práva, získal v roce 2016 Novinářskou cenu. Je členem  expertní skupiny pro tvorbu Strategie vzdělávání 2030 a spoluautorem analýzy Eduzměna. Působí také v Učiteli naživo, kde zodpovídá za obsah a metodiku evaluace. Zabývá se tématy chudoby, stratifikace české společnosti, nerovností ve vzdělávání a populistickým diskursem. Deset let působil v agentuře Median, z toho tři roky v jejím vedení. Prokop mimo Slepých skvrn vydal knihu „Proč?: Proč je Zeman prezidentem. Proč jsme tam, kde jsme“ a s kolektivem autorů knihu “Na moři, za plotem, na síti” zkoumající, jak digitální média ovlivňují veřejnou debatu.

## Ediční informace
Kniha existuje i v audioverzi, čte ji Jakub Saic. Na obálce knihy je použita fotografie „Dělníci“ od fotografa Romana France.

## Podobná díla
- Social Problems and Social Justice – Neil Thompson
- Social problems in popular culture – R.J. Maratea, Brian Monahan
- Social problems in a Free Society – Myles J. Kelleher
- Česko versus budoucnost – David Klimeš – v této knize má Prokop i svůj doslov